# Carles Babot i Boixeda
Carles Babot i Boixeda (Tarragona, 1909 - Barcelona, 2000) va ser un enginyer industrial i bibliòfil català.
La passió pels llibres i per la seva ciutat natal va portar des de molt jove al Sr. Babot a adquirir totes les publicacions relacionades amb Tarragona, des de llibres a fulletons i opuscles. En morir els seus hereus van donar la seva col·lecció a l'Ajuntament de Tarragona el 2002. Entre les publicacions donades a l'Ajuntament, es conserven llibres que abasten un ampli període històric, des del segle xvi fins a l'actualitat. Destaquen 14 manuscrits, sis dels quals de Bonaventura Hernández Sanahuja, impresos de la Guerra del Francès i l'epistolari de Josep Pin i Soler (184 cartes datades entre 1866 i 1919 i signades per personalitats del món de la cultura i la política de l'època). Destaca el Libro de las grancezas y cosas memorables de la ciudad de Tarragona de Lluís Pons d'Icart (1573) o els Dialogos de las medallas, inscripciones y otras antigüedades d'Antoni Agustín (1587), entre molts d'altres. Carles Babot va ser nomenat, el mes de març de 2003, a títol pòstum, fill predilecte de Tarragona i l'Ajuntament va posar el seu nou a un carrer a la zona dels Cossis. L'any 2006 l'Ajuntament va editar un catàleg que recull els més de tres mil títols de la col·lecció.